# Wallenia calyptrata
Wallenia calyptrata är en viveväxtart som beskrevs av Ignatz Urban. Wallenia calyptrata ingår i släktet Wallenia och familjen viveväxter. Inga underarter finns listade i Catalogue of Life.